# ILLIAC

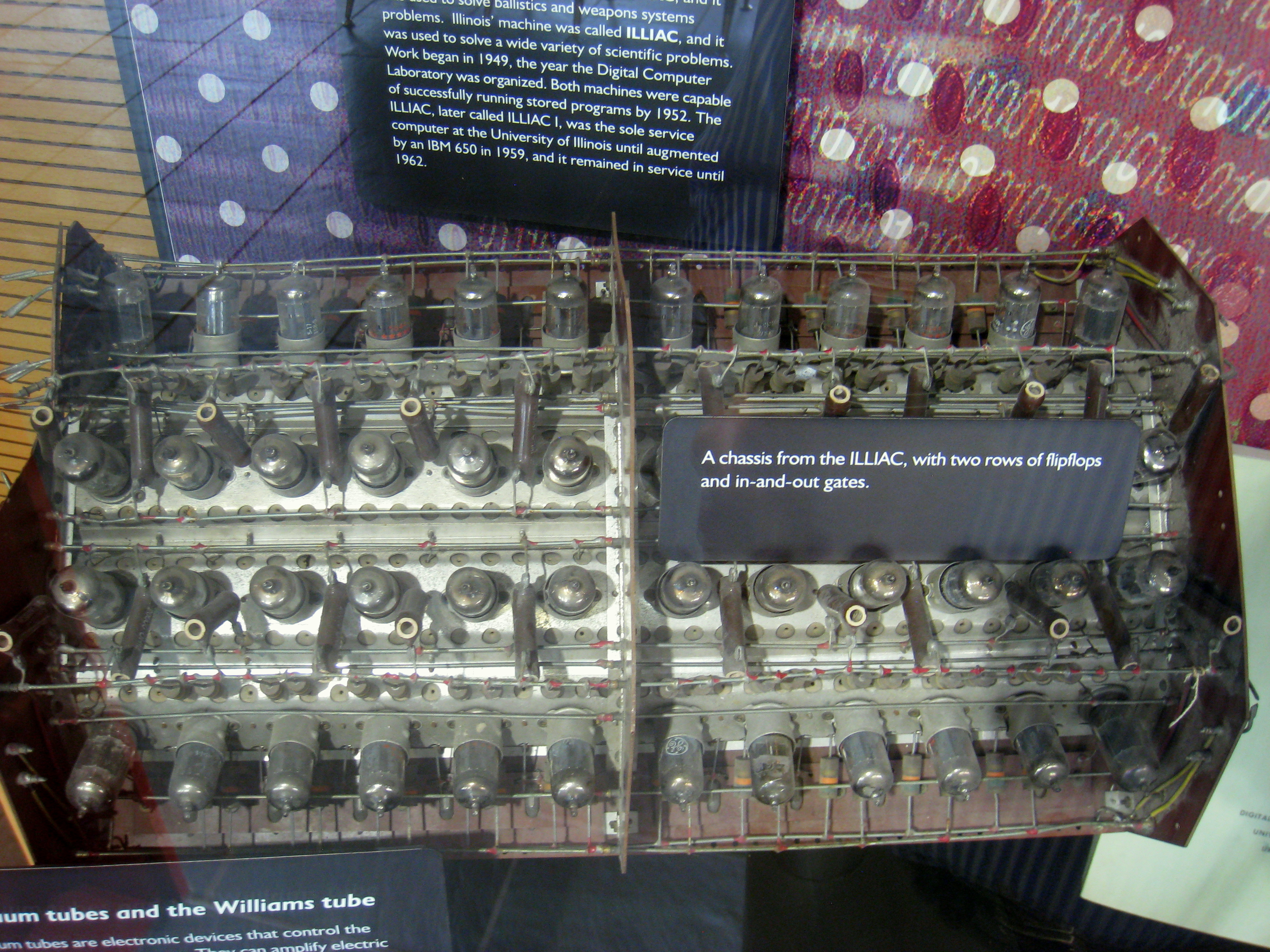
Châssis de l'ILLIAC 1

ILLIAC est une série de superordinateurs construits à différents endroits, dont l'Université de l'Illinois à Urbana-Champaign. 
Au total, cinq ordinateurs ont été construits entre 1951 et 1974. D'autres projets plus récents ont réutilisé ce nom.

## Les projets de von Neumann
L’architecture des deux premiers ordinateurs UIUC était décrite dans le rapport technique d'une commission de l’Institute for Advanced Study (IAS) de Princeton, First Draft of a Report on the EDVAC [1945], publiée par John von Neumann (mais sur des idées d’Eckert, Mauchley et bien d’autres experts). Or les propositions de ce rapport ne purent être éprouvées à Princeton qu'avec la fabrication d'un prototype, le JOHNNIAC, en 1953 ; cependant, ce rapport exerça une fascination considérable tout au long des années 1950, et il allait inspirer plusieurs proto-ordinateurs dont deux machines développées par l’Université de l'Illinois : cet établissement fut le seul à fabriquer deux modèles (ORDVAC et ILLIAC I) conformes au programme établi par l'IAS ; mais pour être complet, il faut ajouter que d'autres universités, dont Princeton, n’avaient pris du retard dans la construction de leur propre modèle, que parce qu'elles avaient développé au passage de nouvelles technologies (de nouveaux types de mémoires et de périphériques).
L’ORDVAC est le premier modèle développé sous contrat par l’Université de l'Illinois : il est assemblé au printemps 1951 et subit ses premiers tests au cours de l’été. À l'automne 1951, il fut livré au centre d'essai d'Aberdeen de l’US Army, et put être entièrement testé en l'espace d'une semaine. Conformément au contrat, l'armée finança la construction d'un second modèle pour l'Université de l'Illinois : ce fut l'ILLIAC I.

## ILLIAC I
L’ILLIAC I fut construit à l’Université de l'Illinois sur les mêmes plans que l’ORDVAC. C'était le premier ordinateur à architecture de von Neumann dans une université américaine. Il entra en service le 22 septembre 1952.
L’ILLIAC I mettait en œuvre 2800 tubes à vide et pesait près de 5 tonnes. Dès 1956 il offrait une puissance de calcul supérieure à celle de tous les ordinateurs des Bell Labs réunis. Les données étaient codées en mots de 40-bits, la mémoire centrale était d'une capacité de 1024 mots, et la mémoire de masse, une mémoire à tambour, de 12800 mots-machine.
Immédiatement après le lancement du Spoutnik en 1957, on se servit de l’ILLIAC I pour calculer une éphéméride de l’orbite du satellite, publié ensuite dans Nature.
L’ILLIAC I a été remplacé en 1963 par l’ILLIAC II.

## ILLIAC II
L’ILLIAC II fut le premier superordinateur vectoriel entièrement transistorisé construit à l’Université de l'Illinois. Il utilisait une logique asynchrone. Lors de sa mise en service en 1958, il s'avéra 100 fois plus rapide que ses concurrents, mais ne devint vraiment opérationnel qu'en 1962, avec deux ans de retard sur le programme.
L’ILLIAC II pouvait travailler avec 8192 mots de mémoire centrale, et adresser 65 536 mots stockés sur des mémoires à tambour. Le temps d'accès à la mémoire centrale était de 1,8 à 2 µs ; le temps d'accès aux tambours magnétiques de 7 µs. Il y avait aussi une mémoire tampon à accès rapide (temps d'accès de 0,25 µs), prévue pour traiter les petites boucles et stocker les résultats intermédiaires (mémoire dite aujourd'hui une « mémoire cache »). Les mots machine étaient codés sur 52 bits, et les nombres en virgule flottante selon un format à 7 bits d'exposant (puissance de 4) et 45 bits de mantisse. Les instructions étaient soit de 26 bits, soit de 13 bits, ce qui permettait de coder jusqu'à 4 instructions par mot machine. Les unités en pipeline étaient appelées advanced control, delayed control, et interplay.  Cet ordinateur utilisait les composants asynchrones de Muller (portes C) pour la carte de contrôle.
En 1963 Donald B. Gillies (qui avait supervisé la fabrication) programma l’ILLIAC II pour calculer des nombres de Mersenne : entre le 11 mai et le 2 juin 1963, il obtint ainsi successivement M21 (de 2917 chiffres), M22 (2993 chiffres) et M23 (3376 chiffres) : ce furent les plus grands nombres premiers connus pendant près de 8 ans.

## ILLIAC III
L’ILLIAC III, calculateur conçu par l'Université de l'Illinois en 1966 et destiné à la reconnaissance de forme, utilisait un parallélisme SIMD à grain fin. La mission fondamentale de ce calculateur était le traitement de clichés de chambre à bulles afin de détecter certaines particules ; par la suite, on l'utilisa pour des microphotographies de biologie. Cette machine disparut dans un incendie, dû à la surchauffe d'un transformateur Variac contre les lambris du plafond, en 1968.

## ILLIAC IV

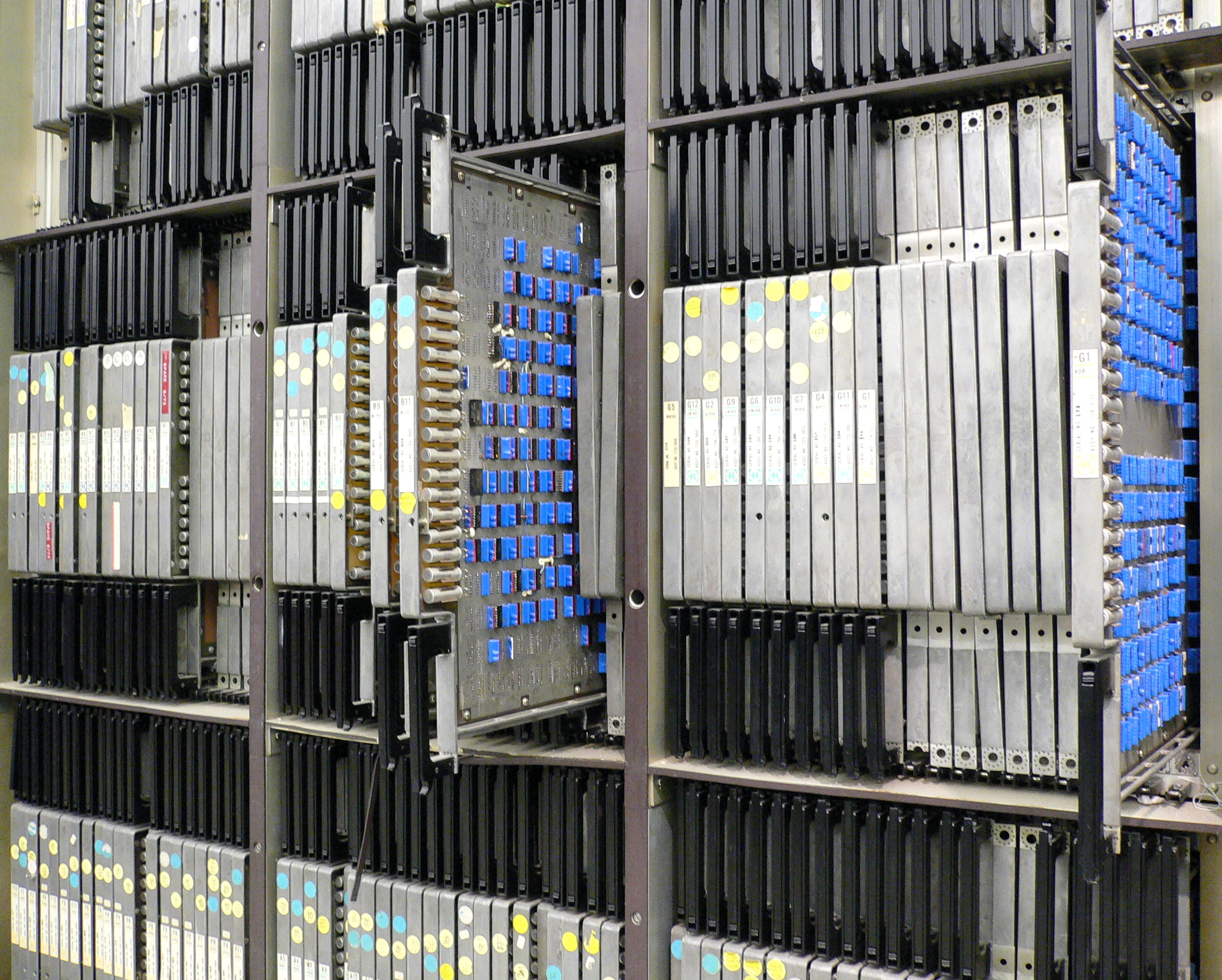
ILLIAC IV

L’ILLIAC IV est l'un des plus vieux prototypes d'ordinateur massivement parallèle. La clef de voûte de ce calculateur, selon son auteur Daniel Slotnick, le chef de projet, était l'obtention d'un parallélisme poussé, impliquant la communication de 256 processeurs, afin de pouvoir traiter de grosses quantités de données avec une architecture vectorielle. La machine était divisée en 4 « quadrants », disposant chacun d'une Unité de Contrôle (CU) pilotant 64 processeurs élémentaires (PE). À l'origine, Texas Instruments s'était engagé à fabriquer les processeurs élémentaires avec des circuits intégrés LSI ; mais au bout de quelques années infructueuses, TI se retira du projet, plaidant que l'estimation du coût de départ était insuffisante. Il fallut donc revoir les plans de la machine pour y adapter des circuits intégrés medium scale, avec d'importants retards, des surcoûts massifs, et un encombrement bien supérieur à ce qu'on avait imaginé, même après abandon de l'idée de quatre quadrants, puisque la taille des circuits intégrés passait de 2,5 cm à 15 - 25 cm. À Il fallait également revoir l'alimentation électrique, l'aération et les circuits de refroidissement. 
Ce fut le constructeur Burroughs Corporation qui reprit le flambeau de l’ILLIAC IV : les quadrants furent assemblés dans les laboratoires de Great Valley, en Pennsylvanie, entre 1967 et 1972. Les processeurs étaient pourvus d'une architecture classique, avec un seul accumulateur à bus d'adresse séquentiel, à la différence de la pile d'adresses chère à la marque Burroughs, et équipant les B 5500/6500. L’Illiac IV était revu afin de l'adresser depuis un mainframe B6700. Mais les surcoûts rendaient désormais le projet ruineux.
À partir de 1970, ce projet devint la cible de manifestations estudiantines sur le campus d'Illinois. On lui reprochait (à tort) d'avoir été décidé dans le secret ; puis la polémique s'étendit au rôle des Universités dans les recherches militaires secrètes. Slotnick, quoiqu'il eût refusé aux militaires de l'ARPA de durcir la machine afin d'éviter l'espionnage, accepta finalement le transfert du prototype sur l’Ames Research Center de la NASA, essentiellement par peur d'un vandalisme estudiantin. Lorsqu'enfin en 1972, le premier (et unique) quadrant fut mis en service par la NASA, il s'avéra 13 fois plus rapide que les meilleures machines du moment. On peut aujourd'hui admirer l'unité de contrôle et quelques-uns des processeurs élémentaires au Computer History Museum de Mountain View (Californie). 
L'ILLIAC IV ne devint pleinement opérationnel qu'en 1976, après une dizaine d'années de développement ; il était alors déjà dépassé par les machines du type Cray-1.

## Les homonymes plus récents
- CEDAR est un superordinateur conçu en 1988, parfois appelé ILLIAC V
- ILLIAC 6 est un projet de superordinateur[3]